# Barry B. Longyear

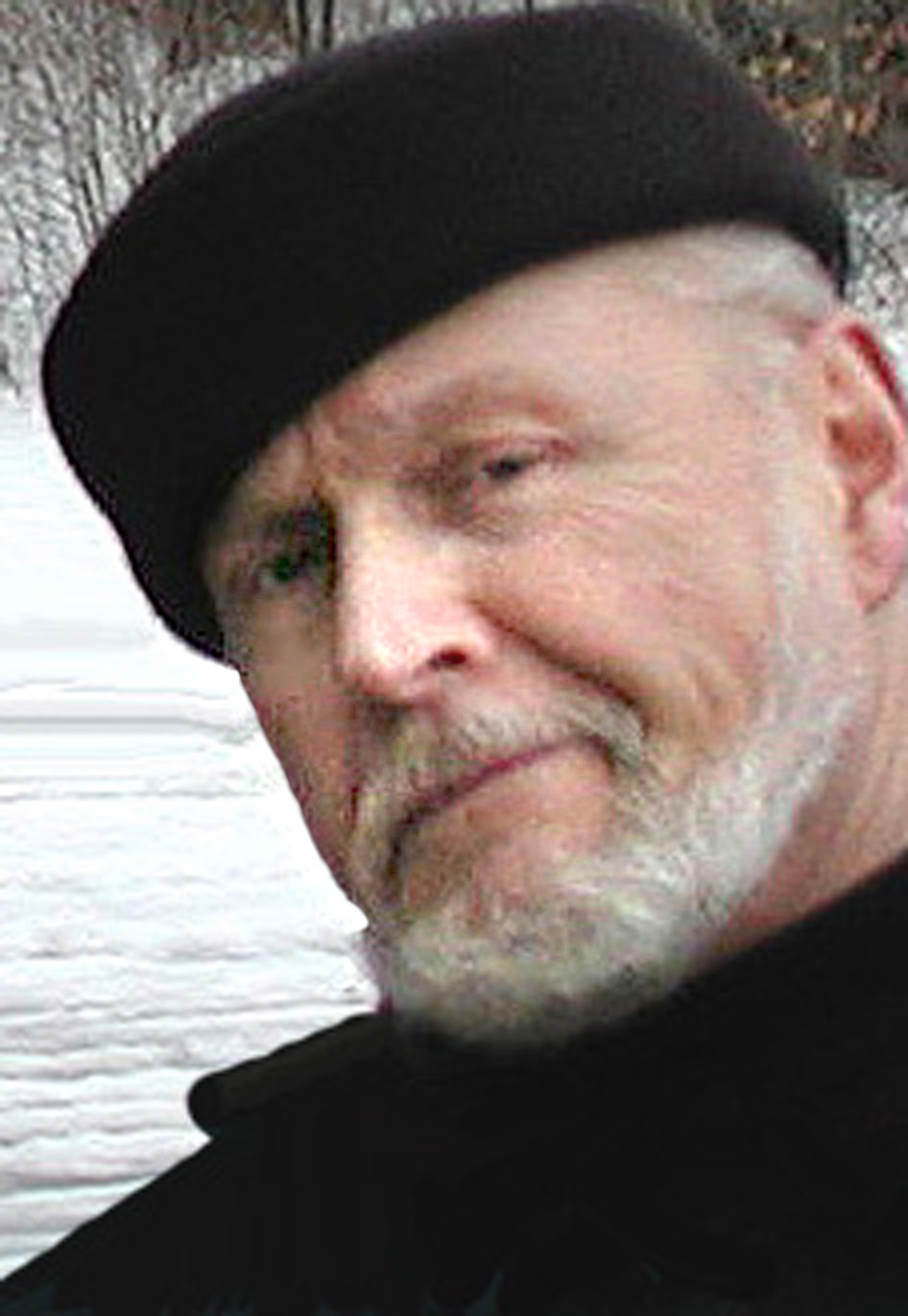
Barry B. Longyear

Barry Brookes Longyear (Harrisburg (Pennsylvania), 12 mei 1942 – New Sharon (Maine), 6 mei 2025) was een Amerikaans sciencefiction- en scenarioschrijver.
Longyear is bekend door zijn kort verhaal Enemy Mine, waarmee hij de Hugo, Nebula en Locus Awards won. Van het verhaal werd een film gemaakt en met David Gerrold herschreef hij het tot een roman. Het verhaal vertelt over een menselijke en een buitenaardse soldaat, wier rassen met elkaar in oorlog zijn. Ze zijn gestrand in de ruimte en moeten het 'anders zijn' van elkaar onder ogen zien en accepteren.
Dit verhaal hielp Longyear ook de John W. Campbell Award voor beste nieuwe schrijver te winnen. Ook zijn serie "Circus World" wordt als een klassieker gezien.
Longyear overleed op 6 mei 2025 op 82-jarige leeftijd.

## Gedeeltelijke bibliografie
Dracon boeken (samengebracht in The Enemy Papers)
- The Tomorrow Testament (1983)
- Enemy Mine (1985)
- The Last Enemy (1997)

Circus World serie
- Circus World (1980)
- City of Baraboo (1980)
- Elephant Song (1981)